# Camiri
Camiri ist eine Mittelstadt im Departamento Santa Cruz im südamerikanischen Anden-Staat Bolivien.

## Lage im Nahraum
Camiri ist zentraler Ort des Municipios Camiri in der Provinz Cordillera. Die Ortschaft liegt auf einer Höhe von 811 m am rechten Ufer des Río Parapetí in einem Becken der Sierra Caro Huayco, einer der südöstlichen Voranden-Ketten Boliviens.

## Geographie
Camiri liegt im Bereich des tropischen Klimas, die sechsmonatige Feuchtezeit reicht von November bis April und die Trockenzeit von Mai bis Oktober. Die Jahresdurchschnittstemperatur beträgt 22,9 °C, mit 17 bis 18 °C von Juni bis Juli und über 26 °C von November bis Dezember. Der Jahresniederschlag beträgt 875 mm, feuchteste Monate sind Dezember und Januar mit 175 mm und trockenste Monate Juli und August mit nur 9 mm.

## Verkehrsnetz
Camiri liegt 292 Straßenkilometer südlich von Santa Cruz, der Hauptstadt des gleichnamigen Departamentos.
Von Santa Cruz führt die asphaltierte Nationalstraße Ruta 9 in südlicher Richtung bis Camiri, und von dort weitere 258 Kilometer weiter nach Süden bis nach Yacuiba an der argentinischen Grenze.
Camiri besitzt einen kleinen Flughafen und einen Busbahnhof, von dem aus Überlandbusse nach Santa Cruz, Yacuiba und Sucre fahren. Der innerörtliche öffentliche Verkehr geschieht mit Mini-Bussen und (Radio-)Taxis.
Nahe dem Stadtzentrum ist ein recht großer und gut sortierter Markt zu finden, auf dem Lebensmittel, Haushalts- und Stoffwaren, Handwerksartikel etc. zu erwerben sind.

## Bevölkerung
Die Einwohnerzahl der Stadt ist im Ganzen innerhalb der vergangenen dreieinhalb Jahrzehnte deutlich angestiegen, obwohl Mitte der 1990er Jahre die Einwohnerzahl aufgrund der Privatisierung der Erdölindustrie und damit verbundenem Arbeitskräfteabbau zwischenzeitlich etwas zurückgegangen war:
| Jahr | Einwohner | Quelle       |
| ---- | --------- | ------------ |
| 1976 | 19.782    | Volkszählung |
| 1992 | 27 971    | Volkszählung |
| 2001 | 26.505    | Volkszählung |
| 2012 | 28.855    | Volkszählung |
| 2024 |           | Volkszählung |